# Cvoček Cvrkal
Desátník Cvoček Cvrkal (v originále Buggy Swires) je fiktivní postava z tvorby Terry Pratchetta. Objevuje se například v knize Hrrr na ně!. Je členem fiktivního policejního sboru zvaného Ankh-morporská Městská hlídka. V této instituci representuje etnickou menšinu skřítků (nebo skřetů, originál "gnomes"), je nejspíše příbuzný Nac mac Fíglů.
Díky své velikosti a dobré fyzické kondici je jediným členem "vzdušné hlídky". Přepravuje se pomocí ochočených ptáků (volavka a krahujec) a informuje hlídku o dění ve městě z výšky. Také přenáší velmi důležité zprávy. V Ankh-Morporku o něm všichni vědí, že i když je pouhých 15 centimetrů vysoký je vybaven nejméně stometrovou agresivitou, když je to nutné.